# جایزه بزرگ بریتانیا ۱۹۷۳
جایزه بزرگ بریتانیا ۱۹۷۳ (انگلیسی: ‎1973 British Grand Prix‎) یک مسابقهٔ موتوری در رشتهٔ اتومبیل‌رانی فرمول یک بود که در تاریخ ۱۴ ژوئیهٔ ۱۹۷۳ در پیست سیلورستون واقع در نورث‌همپتون‌شر، بریتانیا برگزار شد. این گراند پری در میان ۱۵ گراند پری در فصل ۱۹۷۳، مسابقهٔ شمارهٔ ۹ بود.
در این مسابقه که در ۶۷ دور و به مسافت ۳۱۵٫۵۹۷ کیلومتر (۱۹۶٫۱۰۳ مایل) برگزار شد، پول پوزیشن توسط رونی پیترسن کسب شد و سریع‌ترین زمان برای طی یک دور پیست که برابر با ۱:۱۸٫۶ بود نیز توسط جیمز هانت به ثبت رسید.
پیتر روسون از تیم مک‌لارن-فورد، رونی پیترسن از تیم لوتوس-فورد و دنی هیولم از تیم مک‌لارن-فورد به‌ترتیب مقام‌های اول تا سوم مسابقه را کسب کردند.

## رده‌بندی قهرمانی پس از مسابقه
|       | جایگاه | راننده           | امتیاز |
| ----- | ------ | ---------------- | ------ |
|       | ۱      | جکی استوارت      | ۴۲     |
|       | ۲      | امرسون فیتیپالدی | ۴۱     |
|       | ۳      | فرانسوا سورت     | ۳۳     |
|       | ۴      | رونی پیترسن      | ۲۵     |
|       | ۵      | دنی هیولم        | ۲۳     |
| منبع: |        |                  |        |

|       | جایگاه | سازنده      | امتیاز  |
| ----- | ------ | ----------- | ------- |
|       | ۱      | لوتوس-فورد  | ۵۸ (۶۲) |
|       | ۲      | تایرل-فورد  | ۵۳ (۵۷) |
|       | ۳      | مک‌لارن-فورد | ۳۵      |
| ۱     | ۴      | برابام-فورد | ۱۲      |
| ۱     | ۵      | فراری       | ۱۲      |
| منبع: |        |             |         |

یادداشت
- تنها پنج جایگاه نخست از هر رده‌بندی نمایش داده شده‌است.